# Gnaphalium breviscapum
Espèce
Classification phylogénétique
Gnaphalium breviscapum est une espèce de plantes à fleurs du genre Gnaphalium et de la famille des Asteraceae. Cette espèce n'est présente qu'en Nouvelle-Guinée.